# Іва Герчикова
Іва Герсикова, народжена як Іва Воднянська (2 листопада 1935, Пардубіце — 27 січня 2007, Прага) — чеська письменниця, авторка кількох десятків романів і повістей і кількох кіносценаріїв.

## Біографія
Вона народилася в Пардубіце, а після закінчення гімназії в Лібереці в 1954 році вивчала драматургію і театрознавство в Празькій академії музики (закінчила навчання в 1958 році). Її другим чоловіком з 1961 року був Їржі Роберт Пік. З 1964 року працювала в агенції «Ділія», потім залишилася в Збраславі як письменниця. У 1986 році вона емігрувала з третім чоловіком, спочатку до Німеччини, а в 1987 році вони продовжили в США. Вони оселилися спочатку у Флориді, а потім на десять років у Мангеттені, Нью-Йорк. Проте Герцикова ніколи не відмовлялася від чеського громадянства. Після революції 1989 року вона кілька місяців жила в Празі, але врешті повернулася до Чехії в 2000 році. Мешкала по черзі в Празі і в Гаррахові. Поліція підтвердила, що Іва Герцікова покінчила життя самогубством через повішення 27 січня 2007 року в Празі. Причиною стала її важка хвороба.

## Творчість
Вона є авторкою низки сценаріїв для телебачення, кіно та театру. Деякі її твори належать до літературного жанру наукової фантастики.
- Почалося це з книги "Редута " 1964 року про празькі театри малих форм
- Наташа — серія з трьох книг для дівчаток, усі разом 1980 рік
  - П'ять дівчат на шиї, 1966 — перша художня література, перекладена кількома іноземними мовами
  - Покарання, 1971
  - Друге кохання, 1973
- Павук, який кульгав, 1969 — збірка чотирьох сучасних романів жахів
- Сестри, 1969
- Очікування, 1970
- Я рай, 1970 — повість; історія перших кохань двох шістнадцятирічних дівчат
- Про допитливе цуценя, 1970 — дві байки з повчальним підтекстом
- Шанс, 1970
- Мої чоловіки, не плачте, 1971
- Велика невідомість, 1971
- Двічі в одну річку, 1974
- Три історії кохання, 1974
- Цей кінь має піти, 1975
- Соти, 1976 — роман, що описує радощі та прикрощі багатоквартирного життя; щойно опублікований у 2011 році, опубліковано Motto, ISBN 978-80-7246-542-2
- Двічі до однієї річки, 1977 — збірка трьох оповідань про життя молоді
- Андрсенка, 1978 — дівочий роман; про дівчину, яка любить вигадувати речі, що втягує її в біду
- Сова живе в дуплі дерева, 1978
- Як намалювати птаха, 1980
- Йохана: Роман про юність Кароліни Світлої, 1980
- Тінь сну, 1982
- Сови, 1982
- Доктор душ і тварин, 1985
- Не дивися додому, янголе, 1994 — роман про кохання; щойно опублікований 2004, вид. Девіз, ISBN 80-7246-134-6
- Гестер, або Про що мріють жінки, 1995 — захоплююча розповідь про дружину та матір трьох дітей, які підростають, яка бореться з дилемою між її сім'єю та її молодим коханцем Рікардо
- Клара, рожевий голуб, 1996
- Поради молодій людині, 1996
- Покарання, 1998
- Пристрасть, 1998
- Бажання, 1999
- Зрада, 2001
- Я небо, 2002 — сб. поправки
- П'ять дівчат на шиї після тридцяти років, 2003
- Троє в гаю 2004 — роман, спільний твір Іви Герцикової, Галини Павловської та Міхала В'юґега
- Можливо, ви знайдете його на вулиці, 2006 — книга оповідань, вид. Девіз, ISBN 80-7246-317-9
- Я візьму ще раз, 2009 — авт. Девіз, ISBN 978-80-7246-453-1
- Про цуценя, 2010 — казки, ідеально підходить для першого прочитання, кл. Девіз; ISBN 978-80-7246-350-3

### Зовнішні посилання
- Zemřela Iva Hercíková — Lidové noviny
- Kalendárium ČT